# Lutherkirche (Frankfurt am Main)
Die Lutherkirche in Frankfurt am Main ist die älteste evangelische Kirche in den im 19. Jahrhundert entstandenen Neubaugebieten außerhalb der historischen Stadtmauern. Sie wird von der Luthergemeinde im Nordend genutzt, die zum Dekanat Frankfurt und Offenbach in der Evangelischen Kirche in Hessen und Nassau gehört. Die 1893 eingeweihte Kirche wurde im Zweiten Weltkrieg zerstört und 1955 wiederaufgebaut, wobei verbliebene historische Reste mit verwendet wurden.

## Geschichte
In der Gründerzeit nach dem Frieden von Frankfurt 1871 wuchs die Stadt rasch. Auf der ehemaligen Bornheimer Heide entstand das dichtbesiedelte Nordend. Sämtliche Frankfurter Kirchen befanden sich jedoch innerhalb der Wallanlagen, und die Evangelische Kirche Frankfurts hatte kein Geld für den Kirchenbau in Neubaugebieten.
Im Lutherjahr 1883 gründeten daher betroffene Bürger einen Verein zur Erbauung einer evangelisch-lutherischen Kirche im Nordosten von Frankfurt a. M. sammelten Geld für den Kirchenbau und die Gründung einer Gemeinde. Erster Gemeindepfarrer wurde 1892 August Cordes, der für Frankfurt neue Formen der Diakonie und Seelsorge einführte.
1892 begann der Bau der Lutherkirche nach Plänen der Frankfurter Architekten Ludwig Neher und Aage von Kauffmann. Ausführendes Unternehmen war die Firma Holzmann und wichtigster Einzelspender die Bankiersfamilie Bethmann, die Orgel und Turmuhr stiftete. Die Firma Gustav Kuntzsch, Anstalt für kirchliche Kunst, Wernigerode, lieferte den Altaraufsatz und das Mobiliar der Sakristei. Die nach dem Eisenacher Regulativ gestaltete, dreischiffige neugotische Kirche wurde am 10. September 1893 eingeweiht. Im Inneren bot sie 600 Sitzplätze, die 1891 durch den Einbau von Seitenemporen noch um 300 vermehrt wurden. 1901 wurde die Gemeinde in die Frankfurter Landeskirche aufgenommen.
Bei drei Luftangriffen 1943 und 1944 wurde der historische Kirchenbau nach und nach weitgehend zerstört. Von der alten Lutherkirche verblieb lediglich der Kirchturm beschädigt erhalten sowie von der Ausstattung der Altar und ein Torso des Kruzifixes. In den letzten Kriegstagen, kurz vor der Besetzung Frankfurts durch US-amerikanische Truppen am 27. März 1945, raubten Unbekannte den Gekreuzigten aus der Ruine, setzten ihm eine Zipfelmütze auf und verbauten ihn zwischen Trümmersteinen und Eisenträgern in einer Barrikade.
Nach Kriegsende fanden der geschändete Kruzifix und der gerettete Altar ihren Platz zunächst neben der Ruine in einer Notkirche, die aus dem Material ehemaliger Arbeitsdienstbaracken errichtet und am 19. Mai 1946 eingeweiht wurde.
Der Grundstein zum Wiederaufbau der Lutherkirche wurde am 4. April 1954 gelegt. Der Neubau erfolgte im typischen Stil der fünfziger Jahre nach Plänen von Ernst Görcke, wobei der beschädigte Turm der alten Kirche einbezogen wurde. Am 2. Oktober 1955 wurde die Kirche erneut eingeweiht.
Von 2002 bis 2004 wurde die Lutherkirche durch den Architekten Reiner Ganz zu einem Gemeindezentrum ausgebaut. Es entstanden ein Foyer und ein Gemeindesaal, der Fußboden wurde erneuert und mit Gussasphalt-Nutzestrich ausgestattet. An beiden Seiten des Kirchturms entstanden Anbauten mit Glasfassaden.
Das Kirchengebäude ist heute ein Kulturdenkmal aufgrund des Hessischen Denkmalschutzgesetzes.

## Gebäude
Städtebaulich dominiert die Lutherkirche die Ostseite des Martin-Luther-Platzes im Stadtteil Nordend, auf den sieben Straßen zuführen.
In der Mitte der Fassade erhebt sich der historische Turm mit seinem – gegenüber dem Vorkriegszustand – stark verkürzten Dach. Im Erdgeschoss des Turmes befindet sich der Haupteingang. Links und rechts des Turmes wurde bei dem Ausbau in den Jahren 2002 bis 2004 je ein mehrstöckiger Glaskubus zugefügt, in dem Gruppenräume, ein Büro und eine Küche untergebracht sind.
Der Kirchenraum vermittelt einen einschiffigen Eindruck, obwohl die Wände rings um von frei stehenden, dünnen Stützen begleitet werden. Unmittelbar unter dem flachen Dach befindet sich ein umlaufendes Fensterband. Das Kirchenschiff weist die klassische Form auf und mündet in einem halbrunden Chor. Hier befindet sich der wuchtig in dunklem Lahnmarmor gestaltete und um sechs Stufen erhöhte Altarbereich. An der Westseite des Kirchenschiffs befindet sich die Empore mit der Orgel.
Zur Ausstattung gehören ein überlebensgroßes Kruzifix des Bildhauers Knud Knudsen aus Bad Nauheim über dem Altar und zahlreiche Buntglasfenster von Professor Georg Meistermann, darunter acht Rundfenster mit Motiven, die an die Seligpreisungen erinnern sollen.
An der Nordseite der Kirche, vom Altarraum durch eine Glaswand getrennt, befindet sich die Gedächtniskapelle für die Opfer von Krieg und Gewalt. Ihre 13 Fenster sind ebenfalls von Meistermann gestaltet. In der Kirche stehen der aus der Vorgängerkirche gerettete Altar und der Christustorso, dazu vier Leuchter und das eisengehämmerte Kreuz aus der Notkirche.